# Jád

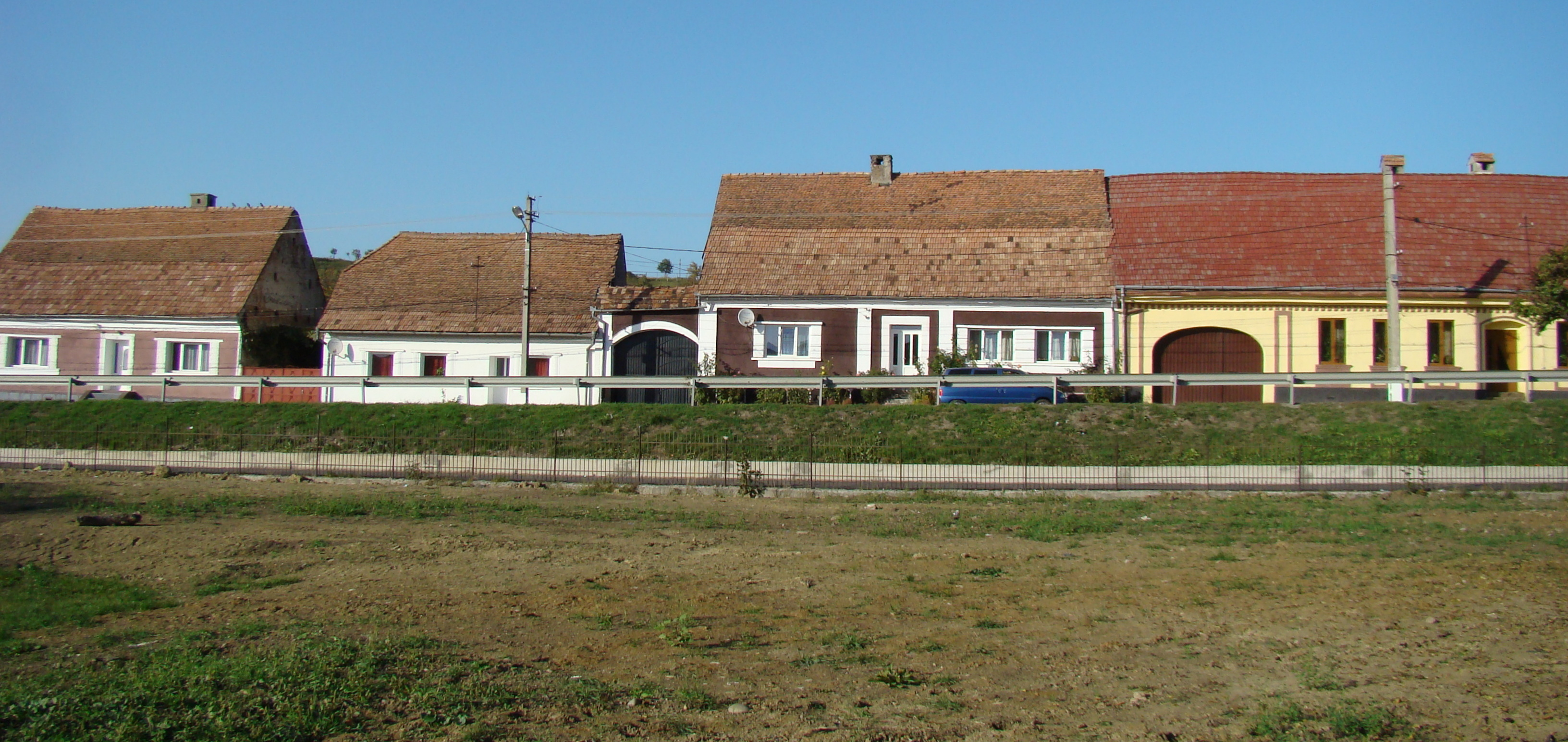

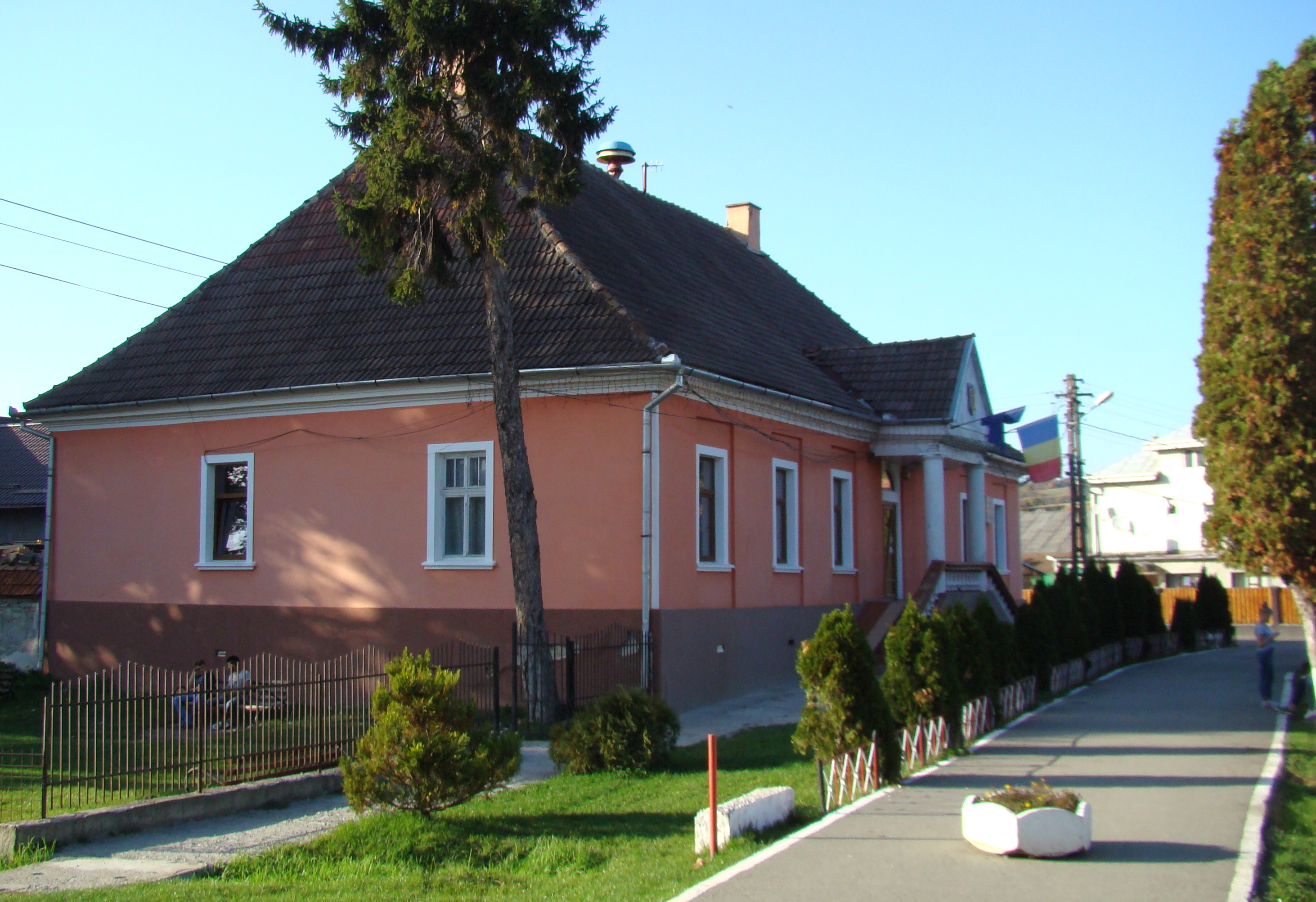
Községháza

Jád (románul: Livezile, 1964-ig Iad, németül: Jaad, helyi szász nyelvjárásban Gôt vagy Jôt) falu Romániában, Erdélyben, Beszterce-Naszód megyében.

## Fekvése
Besztercétől 6 km-re északkeletre, a Beszterce partján fekszik, az E58-as út mentén.

## Népessége
- 1713-ban 64 szász és nyolc román családot, 1750-ben 124 szász és 27 román családot, 1774-ben kétszáz szász, 19 román és 18 cigány családot írtak össze benne.
- 1850-ben 1375 lakosából 1107 volt szász, 133 cigány és 131 román; 1237 evangélikus és 131 görögkatolikus vallású.
- 1910-ben 1542 lakosából 929 volt német, 408 román, 161 cigány és 44 magyar anyanyelvű; 1043 evangélikus, 401 ortodox, 33 zsidó, 26 görög és 23 római katolikus vallású.
- 2002-ben 2439 lakosából 2247 volt román, 145 cigány, 28 magyar és 18 német nemzetiségű; 2169 ortodox, 111 pünkösdi és 21 evangélikus vallású.

## Története
A község északi szélén 160×120 m-es római castrum maradványai láthatók. A falut 1331-ben Jaad és Jad néven említik először, majd 1332–35-ben mint de Venacione vagy Venatione. Beszterce vidéki szász falu volt. Évszázadokon át megőrzött családnévanyaga alapján a legerősebben endogám szász falu volt a vidéken. Román lakosságáról először 1700 körül történik említés, amikor a határhoz tartozó Horgaskő alatt laktak. A falubeli cigányok „szász cigányok” voltak, azaz a szászokhoz hasonlóan az evangélikus vallást követték és gyermekeiket a szász iskolába járatták. (A szászok kivándorlásával párhuzamosan a jádi cigányok feladták identitásuk „szász” elemét.) A határőrség felállítása után, 1765-től egészen 1882-ig tartó határpörbe bonyolódott Kisilvával, Várorjával és Földrával. Határában Bem 1849. február 23-án legyőzte az Urban vezette császáriakat, majd június 25-én ugyanott kikapott tőlük. 1876-ban az akkor létrehozott Beszterce-Naszód vármegye egyik járásának székhelyévé tették. 1882-ben a korábbi Beszterce vidéki települések közül Jádnak volt messze a legnagyobb, 6315 kataszteri holdas erdőbirtoka. 1898-ban kötötték be a vasúti hálózatba. 1904-ben kisközségből nagyközséggé alakult. 1898 és 1938 között bukovinai, jakubéni cipszerek települtek be a faluba. A szászoktól különböző nyelvjárásukat mindvégig megőrizték, és a két csoport között csak a második világháború után kezdtek gyakoribbá válni a vegyes házasságok.
1900-ban itt adták át az első villamos telepet a volt Beszterce vidékén. 1905-ben hozták létre a szász Raiffeisenvereint, 1911-ben a fogyasztási és tejszövetkezetet. 1912-ben hajtották végre a tagosítást. A jádi járás területéről csak 1914-ben 406 fő vándorolt ki az akkori Romániába. Német lakóinak egy része 1944-ben, a német hadsereggel együtt nyugatra menekült. A faluban maradottak a 20. század utolsó harmadában vándoroltak ki. A Jádról elszármazottak 1981-ben tartották első világtalálkozójukat Nürnbergben.

## Látnivalók
- A Beszterce vidéki szász falvak közül a 20. században Jád népi kultúrája kapta a legnagyobb figyelmet. Nem meglepő hát, hogy a megyei múzeum részlegeként itt nyílt meg 1998-ban a Beszterce vidéki szászok kultúráját bemutató tájház.[5]
- Evangélikus temploma a 15. században épült. Az 1891-es felújítás során új szentélyt kapott. Saját lelkésze 1981-ig volt.

## Kapcsolódó szócikkek

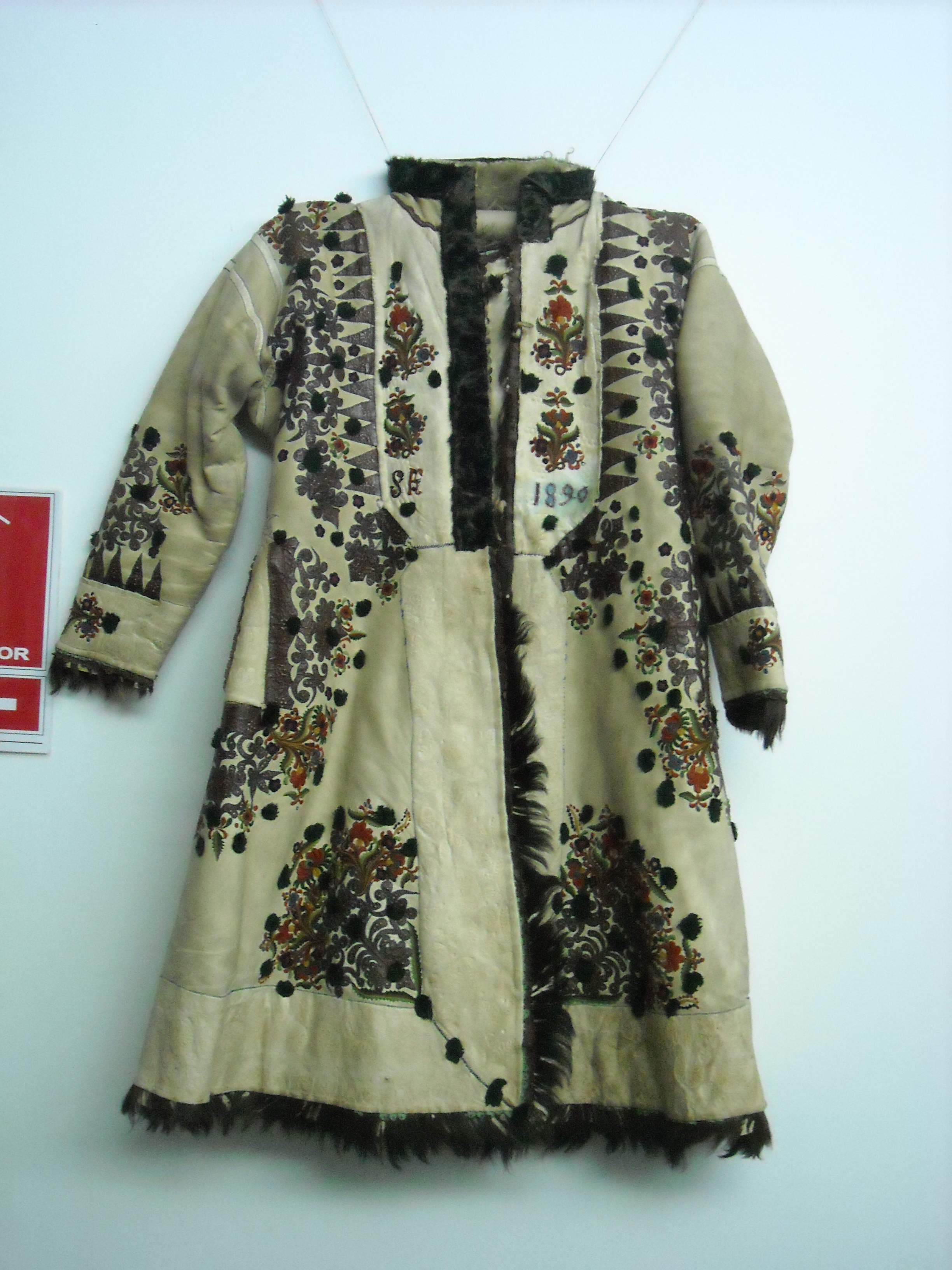
1890-ben készült férfi kozsok Jádról